# Moerga
Moerga (Bulgaars: Мурга) is een dorp in het zuiden van Bulgarije. Het is gelegen in de gemeente Tsjernootsjene, oblast  Kardzjali. Het dorp ligt 178 kilometer ten zuidoosten van Sofia.

## Bevolking
Op 31 december 2019 telde het dorp Moerga 34 inwoners, een historisch dieptepunt sinds de volkstelling van 1934 (zie tabel). De bevolking bestaat uitsluitend uit Bulgaarse Turken.
| dorp Moerga | 456 | 569 | 500 | 204 | 102 | 87 | 64 | 48 | 38 | 34 |